# 小行星3887
小行星3887（3887 Gerstner）是一颗绕太阳运转的小行星，为主小行星带小行星。该小行星于1985年8月22日发现。

## 轨道参数
小行星3887的轨道半长轴为2.9980932 UA，离心率为0.104。